# Пирогівка (Хмельницький район)
Пирогі́вка — село в Україні, у Віньковецькій селищній громаді Хмельницького району Хмельницької області. Населення становить 706 осіб.

## Географія
Селом протікає річка Самець.

## Історія
7 (20) листопада 1917 року, відповідно до Третього Універсалу Української Центральної Ради, увійшло до складу Української Народної Республіки.
12 червня 2020 року, відповідно до розпорядження Кабінету Міністрів України № 727-р «Про визначення адміністративних центрів та затвердження територій територіальних громад Хмельницької області», увійшло до складу Віньковецької селищної громади.
19 липня 2020 року, після ліквідації Віньковецького району, село увійшло до Хмельницького району.

## Відомі люди
В селі народився Канарчик Олександр Іванович (*14 серпня 1904, Пирогівка — †24 серпня 1944, Вороново, Білорусь) — радянський офіцер, Герой Радянського Союзу, командир 92-го окремого батальйону, Другого Білоруського фронту, майор.

## Галерея

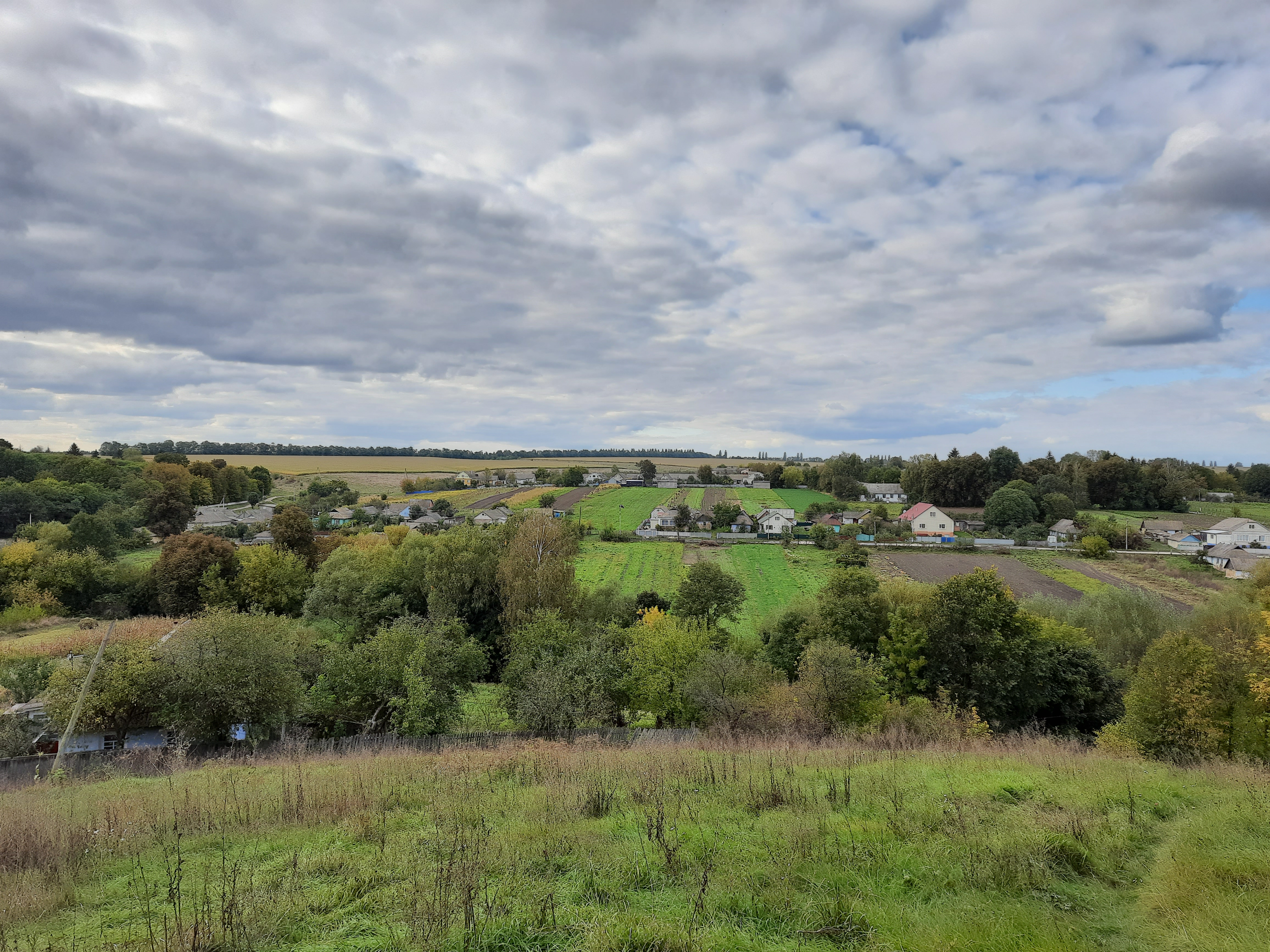
Вигляд на село
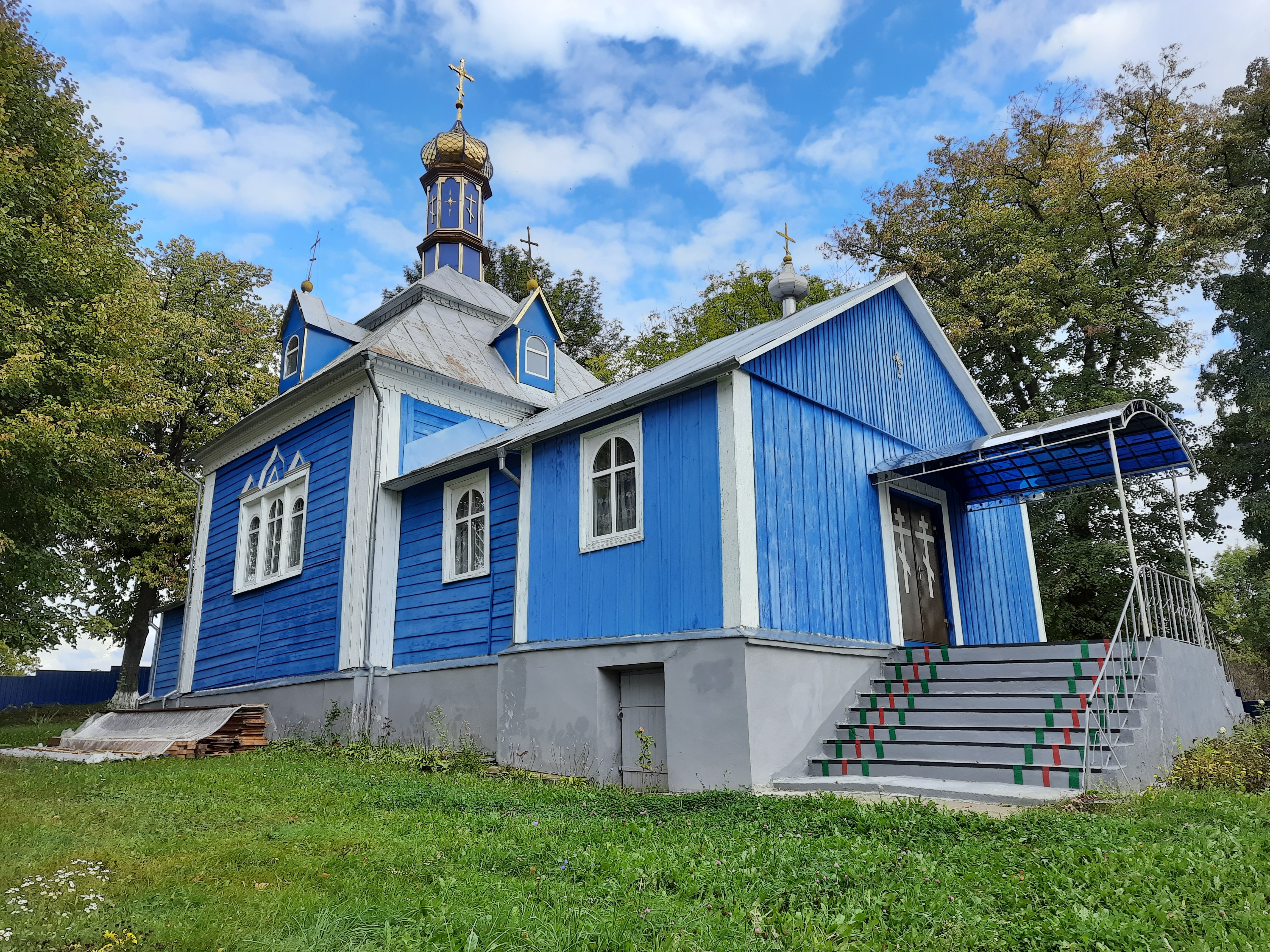
Церква Івана Богослова Пирогівка
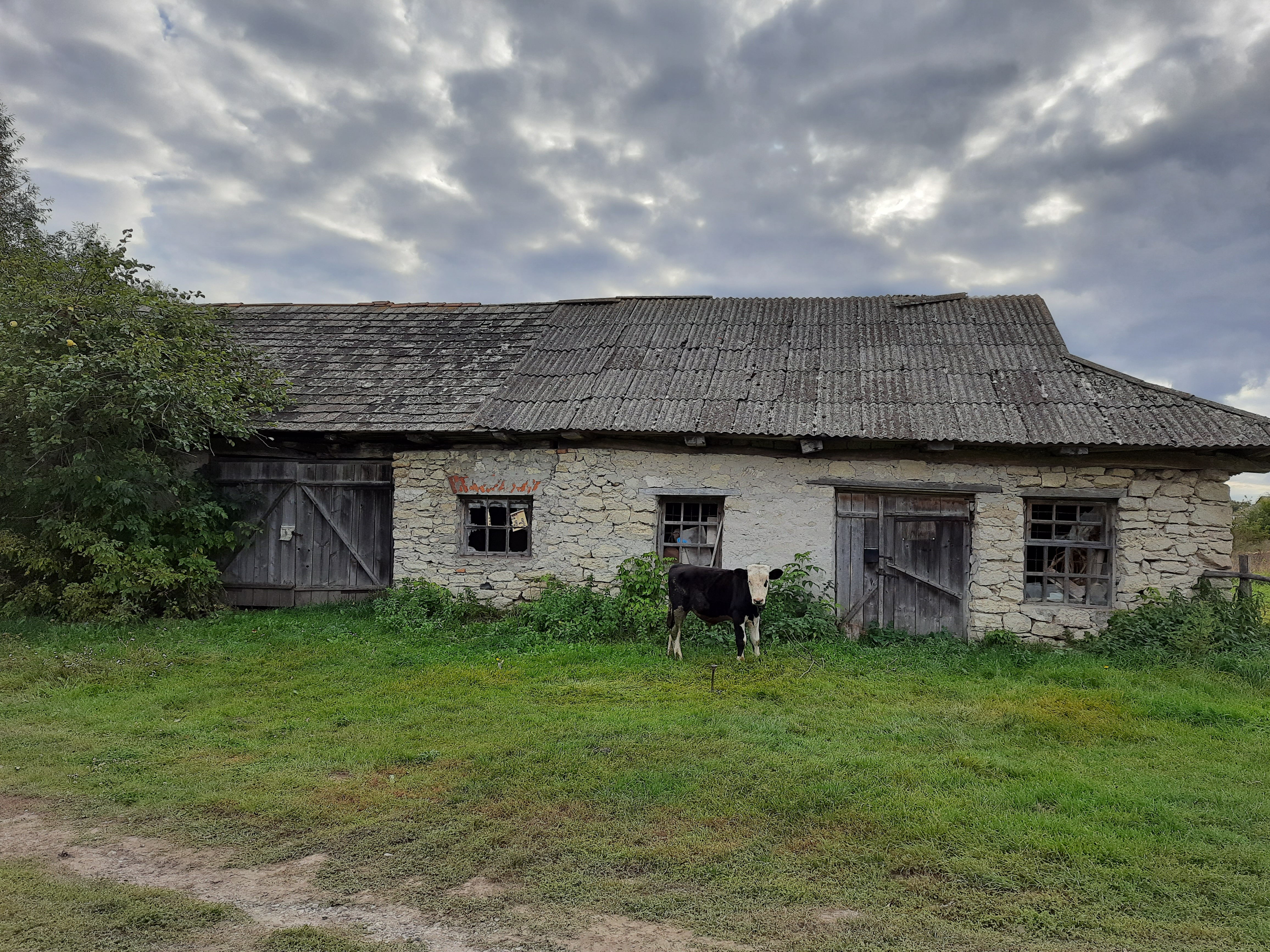
Господарська будівля
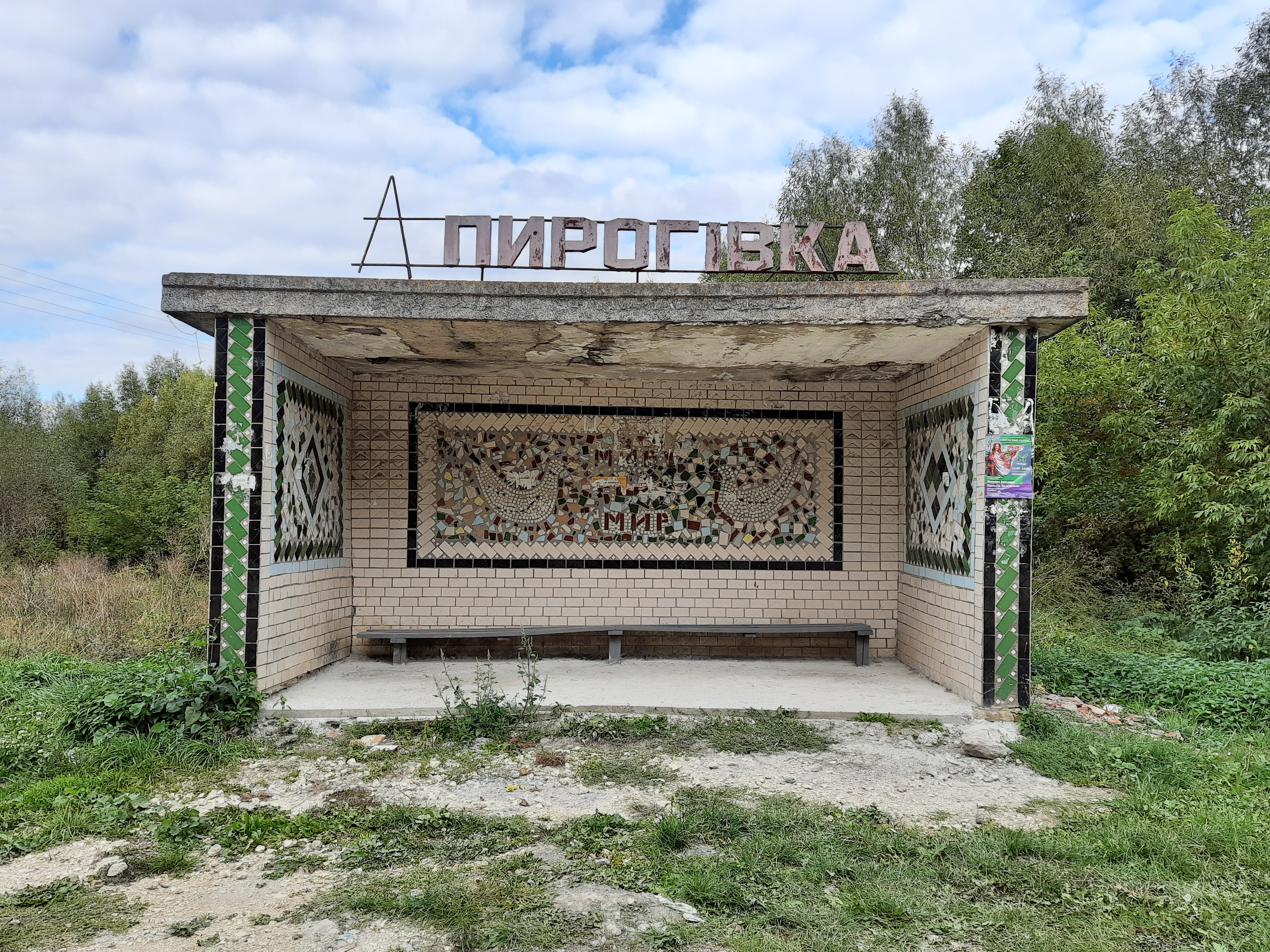
Автобусна зупинка